# Joe Hill
 Der er flere personer med dette navn, se Joe Hill (forfatter).
Joe Hill, egentlig Joel Emmanuel Hägglund, alias Joseph Hillstrom, født den 7. oktober 1879 i Gävle, Sverige – dømt for mord og henrettet ved skydning den 19. november 1915 i Salt Lake City, Utah, USA, var en svensk/amerikansk fagforeningsaktivist, arbejderdigter og protestsanger.
Joe Hill regnes som en af det 20. århundredes mest indflydelsesrige amerikanske protestsangere, og han nævnes som inspirationskilde for kunstnere som Woody Guthrie, Bob Dylan, John Lennon og Joan Baez. Han skrev en række aktuelle arbejder- og protestsange, og han brugte især humoren og ironien i sine budskaber. Flere af Joe Hills sange blev trykt i "Little red Songbook", der blev udgivet af den syndikalistiske amerikanske arbejderorganisation, Industrial Workers of the World, som Joe Hill var medlem af og agiterede for.
Joe Hill opnåede at blive en levende legende blandt syndikalister og fagforeningsaktivister i USA, og hans sange gjorde ham til et kendt navn i den amerikanske arbejderklasse og blandt immigranter og arbejdsløse. Efter en meget omdiskuteret retssag, der vakte international opmærksomhed, og den efterfølgende henrettelse voksede hans popularitet, og Joe Hill er siden blevet genstand for film, sange, bøger, talrige artikler samt opera og teater.
Joe Hill er blevet kaldt The Man Who Never Died.

## Historie

### Barndom og ungdom
Joe Hill bliver 7. oktober 1879 født som Joel Emmanuel Hägglund i Gävle, der ligger i landskabet Gästrikland nord for Stockholm. Han fødes som det tredje barn i en børneflok på ni. Kun seks når at blive voksne. Faderen, Olof Hägglund, arbejder som togkonduktør ved Gefle Dala Järnväg, der går mellem Gävle og Falun. Familien Hägglund på Nedre Bergsgatan er religiøs og musikalsk, så der bliver sunget meget med børnene i hjemmet. I løbet af barndommen lærer Joe Hill sig selv at spille banjo, guitar, klaver og mundharmonika, og han begynder også at skrive sine første sange, der handler om hans familiemedlemmer.
Kort efter Joe Hills otteårs fødselsdag i 1887 dør hans far Olof Hägglund efter en mindre operation, kun 41 år gammel. Farens død medfører en brat økonomisk omvæltning for familien, der nogle få måneder forinden er blevet forøget med en datter. Det lykkes moren, Margareta Katarina Hägglund, at holde sammen på sin familie, men alle børnene må nu arbejde for at forsørge familien. Joe Hill arbejder som barn bl.a. ved et rebslageri og senere som fyrbøder i et byggefirma, hvor han skovler kul til en dampmaskine.
 Da Joe Hill er omkring 12 år gammel, bliver han ramt af en tuberkulose i hud og knogleled. Joe Hill får den mest almindelige behandling med kraftige doser røntgenstråler. Da det ikke er nok, gennemgår han flere hudbehandlinger i Stockholm. De giver ham karakteristiske ardannelser på halsen og i ansigtet. Joe Hill finder gennem hele sin opvækst tid til at pleje sin interesse for musik. Som ung optræder han sporadisk ved arbejdermøder, og han spiller ind i mellem på en lokal café. I januar 1902 dør moderen, Margareta Katarina Hägglund, efter længere tids sygdom. De seks søskende sælger barndomshjemmet, og deler arven mellem sig.
Mellem 1851 og 1930 udvandrer ca. 1,5 millioner svenskere til USA . Blandt disse er også Joe Hill og hans to år ældre broder Paul. Som passagerer på tredje klasse sejler de til New York og går i land ved Ellis Island i oktober 1902. Med et sparsomt engelsk, han har lært på KFUM i Gävle, får Joe Hill kortvarigt arbejde i New Yorks slumkvarterer som spyttebakkerenser. Et arbejde han dog hurtigt forlader for at drage videre. Joe Hill og Paul beslutter at fortsætte på egen hånd, og de rejser hver sin vej gennem Amerika.

### På farten i Amerika
De næste godt otte år i Joe Hills liv er kun sparsomt dokumenteret. Han er en enspændertype, der hverken ryger eller drikker og helst ikke taler om sig selv. Joe Hill arbejder sig vej gennem Amerika bl.a. som landarbejder, bygningsarbejder, havnearbejder og skovhugger. Fra 1905 findes et julekort, han sendte til sin familie i Sverige. Det er poststemplet i Cleveland, Ohio. Joe Hill er i San Francisco, Californien, da byen den 18. april 1906 rammes af det store jordskælv. Joe Hill beskriver den totale ødelæggelse, jordskælvet forårsagede, i en længere artikel, han sender til den lokale avis i Gävle. Artiklen bliver trykt den 16. maj.
Årene som omstrejfende daglejer i Amerika giver Joe Hill et mere jordnært og knap så glamourøst syn på landet. Han har oplevet den fattigdom, der er udbredt blandt hovedparten af immigranterne og socialt dårligt stillede, som han mener, bliver udnyttet af nogle få men meget velhavende kapitalister. Joe Hill slutter sig til Industrial Workers of the World, i daglig tale IWW, omkring 1910, mens han arbejder på havnen i San Pedro i Californien. Joe Hill ændrer sit navn fra Joel Emmanuel Hägglund til det mere mundrette Joseph Hillstrom. Hvorfor han gør det, er uklart. Der har været spekuleret i, at han havde skaffet sig fjender på grund af sit tiltagende engagement i arbejderbevægelsen og derfor måtte skifte identitet. Andre anfører, at han havde suppleret indtægten fra de skiftende arbejdspladser med småkriminalitet, og at navneskiftet skyldtes, han ville være et par skridt foran politiet.
IWW, med mottoet "an injury to one is an injury to all" , var blevet stiftet i juni 1905 ved en kongres i Chicago med deltagelse af en broget skare på 200 socialister, anarkister og fagforeningsaktivister fra hele USA. Stifterne af IWW var især utilfreds med det andet store forbund, American Federation of Labor. I et brev til IWWs avis, Industrial Worker, beskriver Joe Hill politiets voldelige overgreb på foreningens medlemmer Wobblies og andre aktionerende arbejdere. I brevet nævner han, at han er medlem af organisationens afdeling i Portland, Oregon, og han underskriver sig for første gang som Joe Hill.
Sporene af Joe Hills færden i årene mellem 1909 og 1912 er hovedsageligt dokumenteret via de breve og postkort, han sender til familie og venner. Joe Hill organiserer strejker og agiterer for IWW med sine sange. Der begynder nu at opstå legender og historier om ham. Ofte overlapper disse historier hinanden tidsmæssigt, så Joe Hill skulle have været ved flere forskellige aktioner på forskellige lokaliteter på den samme tid.
I januar 1911 befinder Joe Hill sig i grænseområdet mellem Californien og Mexico, hvor han slutter sig til en gruppe Wobblies, der støtter kampene for at vælte den mexicanske regering og præsident Porfirio Diaz. I grænsebyen Tijuana agiterer Joe Hill for at få amerikanere til at melde sig til kampene i Mexico. I 1912 skal han være blevet voldsomt banket efter at have holdt en tale i San Diego til fordel for strejkende havnearbejdere. Joe Hill bliver med tiden en ganske kendt person som sanger og agitator. Også arbejdsgiverne begynder at kende ham, og mange steder nægtes han ansættelse.  I juni 1913 arresteres Joe Hill under en havnearbejderstrejke i San Pedro i Californien. Han sigtes for løsgængeri og sidder 30 dage i fængsel. Året efter arbejder han ved minevognene i Silver King Mine i Park City i Utah ved Salt Lake City. Han er kommet til Utah i sommeren 1913 på vej til Chicago, hvor han angiveligt skulle møde lederen og medstifteren af IWW, William D. Haywood. Joe Hill besøger flere af de små svenske samfund i minebyerne i området og synger og spiller for dem. I den lille by Murray har han lejet et værelse hos familien Eselius. Joe Hill kendte familien fra Sverige og havde nogle år tidligere mødt familiens tre brødre Ed, John og Frank Eselius ved den amerikanske vestkyst.

### Med sangen som våben
Med sit talent som digter, sanger og taler tager Joe Hill del i arbejdet med at organisere og skaffe medlemmer til IWW. Hans sange bliver kendt i en stadig større offentlighed, og da Joe Hill ofte skriver humoristiske tekster med en til tider meget skarp ironisk undertone, falder sangene hurtigt i manges smag. Han bliver især kendt for udtrykket "You'll get pie in the sky when you die", der stammer fra hans vel nok mest berømte sang "The Preacher and the Slave". Teksten er lavet som en parodi over den kendte amerikanske vækkelsessang "In the Sweet Bye and Bye" og gør det muligt at synge teksten, når Frelsens Hær spiller melodien ved madkøerne og til vækkelsesmøder.
"A pamphlet, no matter how good, is never read more than once", skriver Joe Hill, "But a song is learned by heart and repeated over and over" . Og det er, hvad der sker for hans sange. Joe Hills tekster bliver trykt i den første udgave af IWWs arbejdersangbog, "Little red Songbook" i 1909, og skønt han aldrig selv indspiller sin musik, lærer folk hurtigt Joe Hills sange udenad, og de bliver sunget, når der er demonstrationer, strejker og aktioner rundt om i USA. Blandt hans mest populære sange er "The Tramp", "There Is Power in a Union", "Rebel Girl", "Workers of the World, Awaken!", "Where the Fraser River Flows" og "Casey Jones-Union Scab".

### Drabene i Salt Lake City
Den 10. januar 1914 om aftenen er den tidligere politibetjent John G. Morrison på arbejde i den slagterbutik, han nu har i Salt Lake City. Med i butikken på hjørnet af Eighth South Street og West Temple Street er sønnerne Arling og Merlin. John G. Morrison, der har en fortid i byens politikorps, forlod politiet for at åbne sin egen butik. Han har flere gange sagt, at arbejdet som betjent har givet ham mange fjender, og at han frygter at blive udsat for hævn. I forretningen opbevarer han sin gamle tjenestepistol. Hans butik er blevet røvet før, og mindst én gang har han trukket sit våben og skudt sig fri.
Kort før klokken 22, mens John G. Morrison og hans sønner gør klar til at lukke forretningen, trænger to bevæbnede mænd, maskeret med rødbrogede tørklæder, ind i butikken. Den ene begynder at skyde mod John G. Morrison. Arling griber faderens pistol og skyder mod mændene. Pistolmanden vender sig nu mod Arling og skyder også ham. Derefter forlader de to mænd forretningen. Den yngste søn, 13 årige Merlin, havde været bagest i butikken, da skuddene faldt, og er uskadt. John G. Morrison og Arling Morrison dør af deres skudsår.
Da politiet ankommer, kan Merlin kun give et sparsomt signalement af gerningsmændene. Men han kan fortælle, at personen, der skød John Morrison, havde råbt "We've got you now!", Nu har vi dig!, inden skuddene faldt.
Politiet afhører fire mænd den aften mistænkt for drabene. To af dem C. E. Christensen og Joe Woods bliver arresteret, da de forsøger at springe på et godstog, mens det kører fra banegården tæt ved gerningsstedet. Politiet må skyde med skarpt for at standse dem. Det viser sig, at de er efterlyst for røveri i Prescott i Arizona. En tredje mand W. J. Williams blev fundet gående med et blodigt lommetørklæde i lommen tæt ved butikken. Det eneste han ville sige var, at han var uskyldig, og at han boede ved det lokale Frelsens Hær, der gav logi for hjemløse. Senere viste det sig, at Frelsens Hær ikke kendte til ham. Den fjerde mand, den 19-årige Oran Anderson, blev afhørt, da han mødte op på politistationen med en kaliber .38 kugle i armen. Han påstod, han var blevet holdt op af to mænd tæt ved gerningsstedet.
Klokken ca. 23.30 samme aften henvender Joe Hill sig til lægen Frank McHugh for at få behandlet et skudsår. Joe Hill fortæller, han er blevet skudt i et skænderi om en kvinde, hvis navn han ikke vil afsløre. Kuglen er gået ind i brystet og ud gennem ryggen lige under skulderbladet, men har ikke ramt vitale organer. Frank McHugh rapporterer, at Joe Hill var bevæbnet med en pistol. Joe Hills skudsår behandles, og lægen arrangerer hans hjemtransport. På vej hjem beder Joe Hill bilens chauffør standse på et mørkt sted. Her står Joe Hill ud af bilen og smider tilsyneladende en pistol væk. Den findes aldrig.
Politiet betragter til at begynde med drabene på John G. Morrison og hans søn som en hævnakt, da der ikke er røvet noget fra forretningen. Dagens omsætning ligger stadig i kassen, så motivet har ikke været røveri. Byens aviser kan dagen efter drabene fortælle, at et af de skud, Arling havde affyret, ramte den ene af mændene. Ingen tekniske beviser kan dog bekræfte den påstand, men vidner har bemærket, at den ene gerningsmand havde taget sig til brystet, da han forlod butikken, og der er fundet blodspor i sneen ikke langt fra gerningsstedet. Om motivet til nedskydningen af John G. Morrison og hans søn skriver avisen Salt Lake Tribune dagen efter:

Revenge Is Motive.

That revenge was the motive for the crime is the belief of the police. On two former occasions Morrison had had battles with holdups. Last September Morrison was attacked by two masked thugs while on his way home from his grocery store. Drawing a revolver he fired at the men. Both escaped. Morrison had often described to the family the appearance of the bandits. The descriptions given last night of the murderers tallied in many respects with that of the men who were in the former encounter. 

Politiet efterlyser de to gerningsmænd, og i avisen beder de alle, der kan bidrage til opklaringen, om at give sig til kende. Da Frank McHugh næste morgen læser opfordringen i avisen, kontakter han politiet og fortæller om Joe Hills skudsår. Tre dage senere kommer Frank McHugh på hjemmebesøg hos Joe Hill for at tilse hans sår og give ham smertestillende midler. Samtidigt stormer politiet fra Murray Joe Hills værelse hos familien Eselius og finder Joe Hill i sengen. Med trukne våben beordrer politiet ham til ikke at bevæge sig. Da Joe Hill tilsyneladende alligevel rækker ud efter noget, affyrer en af betjentene et skud og rammer Joe Hill i hånden.
På hans værelse finder man et rødbroget tørklæde, men den pistol, lægen havde omtalt, finder man ikke. Det var ikke en pistol, men et par bukser, Joe Hill havde rakt ud efter. Han benægter ethvert kendskab til drabene på John G. Morrison og hans søn. Han fastholder sin forklaring fra aftenen før om et skænderi om en kvinde og siger, han var blevet skudt, mens han havde haft hænderne over hovedet. Da han bliver arresteret som Joseph Hillstrom, går der et stykke tid, inden det bliver klart for en større offentlighed, at der er tale om Joe Hill, den kendte protestsanger og digter. Først dagen inden hans retssag, kan en lokal avis fortælle den rette sammenhæng. Joe Hills værelseskammerat, Otto Applequist, der er under mistanke for at være den anden gerningsmand, forlader Murray på mordnatten og er ikke set siden.

### Retssagen mod Joe Hill
Der bliver afholdt en preliminary hearing, et forberedende retsmøde, der skal afgøre, om der er grundlag for at rejse tiltale mod Joe Hill for drabene. Joe Hill afslår at benytte en forsvarer ved retsmødet og kræver at måtte forsvare sig selv, Pro Se defense, idet han påberåber sig fattigdom. Anklagerens påstand ved retsmødet er, at Joe Hill ville begå et væbnet røveri mod John G. Morrisons forretning, men at røveriet slog fejl, hvorefter Joe Hill havde dræbt de to i butikken. Joe Hill kan ikke sige meget til sit forsvar, og retsmødet beslutter, at Joe Hill skal sigtes for drabene. Den offentlige anklager proklamerer, at han vil gå efter dødsstraf. Joe Hill varetægtsfængsles indtil retssagen uden mulighed for kaution.
Retssagen mod Joe Hill varer fra den 17. juni til 28. juni 1914. To advokater i Salt Lake City, E. D. McDougall og F. B. Scott, tilbyder at forsvare Joe Hill vederlagsfrit. Midtvejs i retssagen begærer Joe Hill dem begge fyret, idet han påstår, de i virkeligheden arbejder for statsadvokaturet, District Attorney, og kun ønsker at fælde ham for drabene. Dommeren, Morris L. Ritchie, vil ikke tillade, at Joe Hill forsvarer sig selv, og afslår begæringen. Skønt IWW stiller to af sine bedste advokater Orrin N. Hilton og Soren Christensen til rådighed for forsvaret, nægter Joe Hill fra nu af at samarbejde med sine forsvarere.
Anklageren, E. O. Leatherwood, bygger udelukkende sin bevisførelse på vidneudsagn. Der er ingen tekniske spor, der forbinder Joe Hill med gerningsstedet. Hverken hans blod eller kuglen, der var gået gennem ham, er fundet. Merlin Morrison kan tøvende se visse ligheder mellem Joe Hill og den ene af gerningsmændene. Et andet vidne mener at genkende de karakteristiske ar, Joe Hill har i ansigtet efter tuberkulosen som barn. Frank McHugh vidner om den aften, Joe Hill havde opsøgt ham, og beskriver Joe Hills skudsår. Han gentager også, at han havde set en pistol i Joe Hills besiddelse.
Der spekuleres i, om Joe Hill vil bryde tavsheden og vidne til fordel for sit eget forsvar og afsløre omstændighederne ved det jalousidrama, der angiveligt har resulteret i hans skudsår. Men Joe Hill nægter at vidne. Anklageren anfører, at Joe Hills modvilje mod at vidne kun kan skyldes, at hans vidneudsagn ikke vil kunne holde ret længe. Juryen voterer kun nogle få timer den 28. juni 1914, inden den finder Joe Hill skyldig i drabene, og han bliver dømt til døden. Som dødsdømt i Utah kunne den dødsdømte selv vælge, om denne ville skydes eller hænges. Joe Hill får også dette valg. "I'll take the shooting" svarer han, "I've been shot a couple times before, and I think I can take it".
Joe Hill blev ført til Utah State Penitentiary, hvor han skulle afvente sin henrettelse. Den blev berammet til den 1. oktober 1915. De næste 16 måneder sad Joe Hill fængslet, mens hans dom blev prøvet ved de amerikanske appelinstanser. Når han ikke var optaget af appellerne, skrev Joe Hill sange, breve, digte og artikler. Men han var stadig hemmelighedsfuld om sig selv. I 1915 skrev han:

Biography you say? No. Let's not spoil good writing paper with such nonsense – only the here and now is of concern to me. I am a 'citizen of the world' and I was born on a planet called the earth. The exact spot where first I saw the light of day is of such slight importance that it deserves no comment – I haven't much to say about myself. Will only say that I have done what little I could to bring the flag of freedom closer to its goal. 

Det socialistiske tidsskrift "Appeal to Reason", der blev grundlagt i USA i 1897, trykkede den 15. august 1915 en artikel af Joe Hill. I den løftede han lidt af sløret om sig selv og retssagen. Han skrev:

In spite of all the hideous pictures and all the bad things and printed about me, I had only been arrested once before in my life, and that was in San Pedro, California. At the time of the stevedores' and dock workers' strike. I was secretary of the strike committee, and I suppose I was a little too active to suit the chief of that burg, so he arrested me and gave me thirty days in the city jail for vagrancy and there you have the full extent of my "criminal record".

  The main and only fact worth considering, however, is this: I never killed Morrison and do not know a thing about it. He was, as the records plainly show, killed by some enemy for the sake of revenge, and I have not been in the city long enough to make an enemy.

  Shortly before my arrest I came down from Park City; where I was working in the mines. Owing to the prominence of Mr Morrison, there had to be a "goat" and the undersigned being, as they thought, a friendless tramp, a Swede, and worst of all, an I.W.W, had no right to live anyway, and was therefore duly selected to be "the goat".

  I have always worked hard for a living and paid for everything i got, and in my spare time I spend by painting pictures, writing songs and composing music.

  Now, if the people of the state of Utah want to shoot me without giving me half a chance to state my side of the case, bring on your firing squads – I am ready for you. I have lived like an artist and I shall die like an artist. 

Dagen inden Joe Hill henrettes, skrev han i et telegram til lederen af IWW, William D. Haywood: "Goodbye Bill. I die like a true blue rebel. Don’t waste any time in mourning. Organize". 

### Sagen får opmærksomhed
Efter domsfældelsen bliver Joe Hill og hans dødsdom en kampsag for IWW. William D. Haywood og Elizabeth Gurley Flynn, IWWs kvindelige frontfigur, rejser rundt i USA og taler for, at det er Big Business, der står bag Joe Hills dødsdom. IWWs avis, "Solidarity", opfordrer alle til at skrive til de retslige instanser og kræve Joe Hill benådet. Kravene gentages på pamfletter og løbesedler i hele USA. Opfordringen medfører en brevstorm, og mange tusinde breve, resolutioner og petitioner bliver sendt med krav om benådning. På en pamflet fra 1915 kan man læse:

Joe Hill.

He has earned the hatred of the master class as a fighter for humanity, as a champion of the working class and as the poet of the American proletariat. Shall the masters have their revenge? 

Den australske afdeling af IWW sender i juni 1915 en resolution med 30.000 underskrifter og kræver dødsdommen mod Joe Hill omstødt. Den bakkes op af resolutioner fra fagforbund i Europa. Flere af disse henvendelser ender på skrivebordene hos Utahs guvernør, William Spry, og den amerikanske præsident, Woodrow Wilson. Et af brevene til Woodrow Wilson kommer fra forfatteren og aktivisten Helen Keller, der skriver:

Your Excellency: I believe that Joseph Hillström has not had a fair trial and the sentence passed upon him is unjust. I appeal to you as official father of all the people to use your great power and influence to save one of the nation's helpless sons, the stay of execution will give time to investigate new trial will give the man justice to which the laws of the land entitle him. 

### Præsidenten griber ind
Virginia Snow Stephen, der er art director ved University of Utah, sender i september 1915 et telegram til Sveriges ambassadør i USA, W. A. F. Ekengren. I telegrammet, der en appel til den svenske ambassadør om at gribe ind, står der:

Hillstrom Swedish subject has been condemned to be shot October 1.

The case gross miscarriage of justice I appeal to you in the name of right and humanity to secure a reprieve.

Miss Sigrid Bolin sister of the late Jacob Bolin former Swedish Consul here joins in this appeal. 

Joe Hill havde beholdt sit svenske statsborgerskab, mens han levede i USA, og den svenske ambassadør iværksætter derfor straks en undersøgelse af omstændighederne ved hans retssag og dom. For at vinde tid anmoder W. A. F. Ekengren derfor på vegne af den svenske regering, præsident Woodrow Wilson om at udsætte henrettelsen. Anmodningen lyder:

The President,

  A Swedish subject named Joseph Hillstrom has been sentenced by the courts of Utah to be shot October first for murder in the first degree. I have only had a short time to study the case. However, I have come to the conclusion that the evidence, which is only circumstantial, is insufficient to warrant capital punishment, and that the prisoner's insolent behavior during trial and refusal to take the stand in his own behalf prejudiced both jury and Court against him. I have already through the Department of State, as well as directly appealed to Utah's Governor for a stay of execution in order that the case might be reopened, but so far have received only an answer that if new facts can be shown in favor of the accused he will listen to this appeal.

  As the insufficiency of evidence is the reason for my appeal, I cannot feel satisfied with such an answer. My opinion as to the injustice of the sentence considering the evidence presented at the trial is shared by several men of legal profession as well as a great number of prominent citizens in different parts of this country and I have received numerous applications to try to intercede in behalf of the condemned. Also my Government which has from several sources received information about the case, has instructed me to do my utmost. In order to exhaust every possible means to at least postpone the execution of the sentence, I venture to most respectfully lay the case before you, Mr. President for your benevolent consideration.

W.A.F. Ekengren, Swedish Minister. 

Den appel kan Woodrow Wilson ikke sidde overhørig. Han beder Utahs guvernør om at udsætte Joe Hills henrettelse. Guvernør William Spry, der er overbevist om Joe Hills skyld, går modvilligt med til en udsættelse, så W. A. F. Ekengren kan få den fornødne tid til at fremskaffe beviser, der kan begrunde en omstødelse af dommen. Det lykkes ikke forsvaret at fremskaffe nye beviser, og Joe Hill nægter stadig at udtale sig. I en enkelt meddelelse til retten fastholder han, at han ikke mener, han har fået en retfærdig rettergang, og at han i en retfærdig retssag ville være blevet frikendt. Han fastholder også, at han ikke behøver at bevise sin uskyld.
Presset af bl.a. American Federation of Labor forsøger Woodrow Wilson den 17. november 1915 endnu engang at få udsat henrettelsen. Den anmodning afslår William Spry med brevet:

Who demand his release regardless of his guilt. I am fully convinced that your request must be based on a misconception of the facts or that there is some reason of an international nature that you have not disclosed. With a full knowledge of all the facts and circumstances submitted I feel that a further postponement at this time would be an unwarranted interference with the course of justice. Mindful of the obligations of my oath of office to see to is that the laws are enforce I cannot and will not lend myself or my office to such interference. Tangible facts must be presented before I will further interfere in this case. 

Joe Hill bliver henrettet ved skydning den 19. november 1915 ved daggry.

### The Man Who Never Died
Aftenen før sin henrettelse skriver Joe Hill sit testamente til William D. Haywood:

My Will is easy to decide

For there is nothing to divide

My kin don't need to fuss and moan –

"Moss does not cling to rolling stone"

My body? – Oh. – If I would choose

I would to ashes it reduce

And let the merry breezes blow

My dust to where some flowers grow.

Perhaps some fading flower then

Would come to life and bloom again.

This is my last and final will. –

Good luck to all of you

Joe Hill

Morgenen efter Joe Hills henrettelse skriver New York Times, at dødsdommen vil: "make Hillstrom dead more dangerous to social stability than he was when alive," og fortsætter: "there will grow up in the revolutionary group a sincere belief that he died a hero as well as a martyr". 
Joe Hill får sit ønske om at blive spredt for vinden opfyldt. Efter en mindehøjtidelighed ved O'Donnell Funeral Home i Salt Lake City den 21. november 1915 bliver Joe Hills lig ført til Westside Auditorium i Chicago, hvor hans bisættelse den 25. november 1915 overværes af mere end 30.000 mennesker og dermed bliver en af de største bisættelser i USA's historie. I avisen "International Socialist Review" skriver Ralph Chaplin i december 1915 en artikel om Joe Hills bisættelse:

By 10.30 the streets were blocked in all directions; street cars could not run and all traffic was suspended. Within the hall one could almost hear the drop of a pin at all times. The casket was placed on the flower-laden, black and red draped stage, above which was hanging a hand woven I.W.W. label.

  The funeral exercises were opened with the singing of Joe Hill's wonderful song, "Workers of the World, Awaken" – members of the "I.W.W." leading and the audience swelling out the chorus. This was followed by Jennie Wosczynska's singing of the "Rebel Girl", written and composed by Joe Hill, after which came two beautiful tenor solos, one in Swedish by John Chellman and one in Italian by Ivan Rodems.

  Thousands in the procession wore I.W.W. pennants on their sleeves or red ribbons worded, "Joe Hill, murdered by the authorities of the state of Utah, November the 19th, 1915" or "Joe Hill, I.W.W. martyr to a great cause," "Don't mourn – organize, Joe Hill" and many others.

  Songs were sung all along the way, chiefly Joe Hill's, although some of the foreign-speaking workers sang revolutionary songs in their native tongues. As soon as a song would die down in one place, the same song would or another would be taken up by other voices along the line.

  The murdering of martyrs has never yet made a tyrant's place secure. The state of Utah has shot our song-writer into everlasting immortality and has shot itself into everlasting shame. 

Joe Hill kremeres den 26. november 1915. Hans aske fordeles i små poser og sendes til IWWs lokalkontorer i USA, Sydamerika, Europa, Asien, New Zealand og Afrika, hvor asken bliver spredt for vinden den 1. maj 1916 på arbejdernes internationale kampdag.
En svensk/amerikaner J. A. Granström der også deltager ved kremeringen, medbringer en af poserne med Joe Hills aske, da han år senere vender tilbage til Sverige. I 1960 kontakter J. A. Granström sin ven fra ungdomsårene redaktør Gustaf Sjöström i Göteborg og fortæller om asken. Forvaret i en cigarkasse bliver posen med asken i 1961 overdraget til Arbetarrörelsens Arkiv. Ved en højtidlighed den 20. maj 1967 mures en urne med Joe Hills aske ind i den vestre væg i Ljusgården ved Folkets Hus i Landskrona. Sammen med asken bliver også dokumenter fra IWW lagt i muren. 
I 1969 køber Sveriges Arbetares Centralorganisation, SAC, Joe Hills barndomshjem i Gävle og gør det til et museum med navnet Joe Hill-gården. I et mindeværelse i huset opbevares bl.a. kopier af Joe Hills sidste breve til familien. U. S. Postal Service opdager i 1988, at et af brevene med Joe Hills aske var blevet tilbageholdt af det amerikanske postvæsen på grund af sit noget aparte indhold. Indholdet, et foto af Joe Hill med påskriften: "Joe Hill murdered by the capitalist class, Nov. 19, 1915", samt en lille pose med Joe Hills aske bliver herefter deponeret i det amerikanske rigsarkiv, National Archives. Det sidste af Joe Hills aske spredes for vinden i Washington D.C., i november 1988.[kilde mangler]
I marts måned 2007 overdrog det amerikanske kommunistparti et enormt arkiv med partiets materiale til New York University. Det historiske arkiv består af 12.000 kasser, der indeholder bl.a. dokumenter, bøger og omkring en million fotografier. Og så indeholder arkivet også Joe Hills håndskrevne testamente, som han skrev på vers aftenen før sin henrettelse.[kilde mangler]
I en biografi fra 2011, konkluderede forfatteren William M. Adler, at Joe Hill højest sandsynligt var uskyldig i morderne, og på at alle beviser pegede på den norske immigrant og karriere kriminelle Magnus Olson eller "Frank Z. Wilson", som havde en havde en slående lighed med Hill, og som det lokale politi også havde i kikkerten som en tidlig mistænkt i sagen, som en mere plausibel gerningsmand. Adler giver i bogen også udtryk for, at Hills manglende vilje til at forsvare sig selv i retten, skyldtes at han mente, at han ville være mere værd for arbejderbevægelsen som en død martyr end som levende medlem.[kilde mangler]

## Joe Hills sange
Der kendes kun en håndfuld sange, man med sikkerhed ved, Joe Hill selv skrev både tekst og musik til. De fleste af hans tekster var skrevet til tidens kendte og populære melodier, hvilket gjorde dem lettere at lære og nemmere at synge med på. Især benyttede Joe Hill melodierne fra Salvation Army, der var meget synlige i gadebilledet i datidens USA.
Han skrev hvervesange, der skulle få arbejderne til at organisere sig under IWW, og kampsange til forskellige aktuelle demonstrationer og strejker. Joe Hills sange blev i begyndelsen trykt i IWWs egen avis, Solidarity, og fra 1909 også i "Little Red Songbook". Herefter blev Joe Hill hurtigt et kendt navn i arbejderkredse. I 1916 års udgave af Little Red Songbook, der blev udgivet som "Joe Hill Memorial Edition", var 15 af Joe Hills sange med..
Som eksempler på de mere kendte af Joe Hill sange kan nævnes:
| "Casey Jones - The Union Scab" fra 1911 er skrevet til strejken ved Harriman and Illinois Central Railroad System, der varede fra 1911 til 1915. Den er henvendt til de strejkende ved Southern Pacific i Californien og fortæller historien om, hvor galt det gik Casey Jones, da han ikke ville strejke med de andre. Første vers af sangen lyder: | Casey Jones - The Union Scab The workers on the S. P. Line to strike out a call; But Casey Jones, the engineer, he wouldn't strike at all; His boiler it was leaking, and its drivers on the bum, And his engine and its bearings, they were all out of plumb. Casey Jones, kept his junk-pile running, Casey Jones was working double time; Casey Jones, got a wooden medal, for being good and Faithful on The S. P. Line. S. P. Line |

| "The Preacher and the Slave" fra 1911 er en af Joe Hills mest populære sange. Den er skrevet til Joseph Websters melodi til en kendt amerikansk frelsersang, "In the sweet by and by". Sangen er en kommentar til det amerikanske Salvation Army, hvis prædikanter lovede frelse til dem, der tålmodigt ventede i stedet for aktivt at kæmpe for deres rettigheder. Sangens første vers og omkvædet lyder: | The Preacher and the Slave Long haired preachers come out ev'ry night, Try to tell you what's wrong and what's right; But when asked, how 'bout something to eat, They will answer with voices so sweet; You will eat, bye and bye, In that glorious land above the sky; Work and pray, live on hay, You'll get pie in the sky when you die. |

| "Where the Fraser River Flows" er en sang, som Joe Hill skrev til strejkende jernbanearbejdere ved Canadian Northern Railroad Company i British Columbia i 1912. Man strejkede i utilfredshed med lønnen, de dårlige boligforhold i lejren, den dårlige mad og de farlige arbejdsforhold. Kort før strejken brød ud, havde IWW oprettet et lokalkontor i Yale. Joe Hill besøgte en arbejdslejr i området, hvor han skrev sangen. Sangen synges på melodien til den irske sang "Where the River Shannon Flows" af James I. Russell, og omkvædet lyder: | Where the Fraser River Flows Where the Fraser River flows, Each fellow worker knows, They have bullied and oppressed us, But still our Union grows. And we're going to find a way, boys; For shorter hours and better pay, boys; And we're going to win the day, boys; Where the River Fraser flows. |

| "The Tramp" fra 1913 er også blandt Joe Hills mest populære sange og handler om landstrygeren, der ikke er velkommen nogen steder. Den synges på melodien til "Tramp, Tramp, Tramp, the Boys Are Marching", af G. F. Root, der er en velkendt sang fra den amerikanske borgerkrig. Sangens omkvæd lyder: | The Tramp Tramp, tramp, tramp, keep on a-tramping, Nothing doing here for you; If I catch you 'round again, You will wear the ball and chain. Keep on tramping, that's the best thing you can do. |

| "Workers of the World, Awaken!" skrev Joe Hill i 1914, mens han sad fængslet. Sangen er en opfordring til alle verdens arbejdere om at stå sammen i solidaritet. Det var den første sang, der blev sunget ved Joe Hills bisættelse i Chicago. Sangens sidste vers lyder: | Workers of the World, Awaken! Workers of the world, awaken! Rise in all your splendid might; Take the wealth that you are making -- It belongs to you by right. No one for bread will be crying, We'll have freedom, love and health, When the grand red flag is flying In the Worker's commonwealth. |

| "The Rebel Girl" fra 1915 tilegnede Joe Hill Elisabeth Gurley Flynn, der var en af sin tids store kvindelige pionerer i den amerikanske arbejderbevægelse. Elizabeth Gurley Flynn havde besøgt Joe Hill, mens han sad fængslet, og kort efter skrev han "Rebel Girl" som en hyldest til de kvinder, der arbejdede for IWW. Sangens første vers lyder: | The Rebel Girl There are women of many descriptions In this queer world, as everyone knows, Some are living in beautiful mansions, And are wearing the finest of clothes. There are blue blooded queens and Princesses, who have charms made of Diamonds and pearl; but the only and Thoroughbred lady is the Rebel Girl. |

| Da politiet efter drabene ransagede Joe Hills værelse, fandt man teksterne til to nye sange. Disse sange viste en anden og mere indadvendt og ukendt side af Joe Hill. Her finder man ikke agitatorens opråb til solidaritet og kamp mod magthaverne - men i stedet små funderinger over egne længsler og drømme. Den ene af disse sange var "Oh, Please Let Me Dance This Waltz with You": | Oh, Please Let Me Dance This Waltz with You When I hear that melody, with its rhythmic harmony, Then I feel just like I'd be in a dream entrancing, And I'd like to float through space, softly glide from place to place, With the fascinating grace of a fairy dancing. Oh, please let me dance this waltz with you, And look in your dreamy eyes of blue. Sweet imagination, smooth, gliding sensation, Oh, love, I would die just for dancing this waltz with you. Listen to that mellow strain, come and let us waltz again. Please don't let me ask in vain; I just feel like flying, Put your head close to my heart, And we'll never, never part. Come my darling, let us start, from joy I'm nearly dying. |

Men Joe Hill skrev mange flere sange og digte. I 1967 dukker en hidtil ukendt Joe Hill-tekst op i Sverige. Det var "My Dreamland Girl", også en poetisk sang som Joe Hill skrev i 1914. Her følger en ufuldstændig liste over kendte Joe Hill-tekster.
Teksterne markeret med (*) var alle med i "Joe Hill Memorial Edition" fra 1916:
- The Preacher and the Slave (1911)
- Casey Jones – The Union Scab (1912)
- Coffee An' (1912)
- Everybody's Joining It (1912) *
- John Golden and the Lawrence Strike (1912) *
- The White Slave (1912) *
- Where the Fraser River Flows (1912)
- Down in the Old Dark Mills (1913)
- Mr. Block (1913) *
- Nearer My Job to Thee (1913)
- Scissor Bill (1913) *
- Should I Ever be a Soldier (1913) *
- Stung Right (1913) *
- The Girl Question (1913)
- The old Toiler's Message (1913)
- The Tramp (1913) *
- There Is Power in a Union (1913) *
- We Will Sing One Song (1913) *
- What We Want (1913) *
- Come and Take a Joy-Ride in My Aeroplane (1914)
- My Dreamland Girl (1914)
- Oh, Please Let Me Dance This Waltz with You (1914)
- Out in the Bread-Line (1914)
- Ta-Ra-Ra-Ra Boom De-Ay (ca. 1914) *
- The Rebel's Toast (digt) (1914)
- Workers of the World, Awaken! (ca. 1914) *
- Don't Take My Papa Away From Me (1915) *
- It's a Long Way Down to the Soupline (1915)
- The Rebel Girl (1915) *
- Joe Hill's Last Will (18. november, 1915)

## Sange om Joe Hill
Joe Hill fik stor indflydelse på den amerikanske protestsang, og blev inspirationskilde for både samtidige og senere amerikanske protest- og folkesangere.
| Da IWW udsendte sin årgang 1916 udgave af Little Red Songbook var en af sangene, "November Nineteenth", skrevet af John E. Nordquist. Sangen var en hyldest til Joe Hill og en opfordring om at kæmpe videre i hans ånd. Dens omkvæd lød: | November Nineteenth On high the blood red banners wavy! The flag for which his life he gave; The master class shall rue the day They took Joe Hillstrom's life away. |

| Forordet til Little Red Songbook samme år var et digt, "Joe Hill", skrevet af Ralph Chaplin - en anden af samtidens kendte protestsangere. Det indledes med ordene: | Joe Hill High head and back unbending-fearless and true, Into the night unending, why was it you? Heart that was quick with song, torn with their lead; Life that was young and strong, shattered and dead. Singer of manly songs, laughter and tears; Singer of Labor's wrongs, joys, hopes and fears. |

| I 1925 skrev den amerikanske digter Alfred Hayes den vel nok mest berømte tekst om Joe Hill. Digtet, "I Dreamed I Saw Joe Hill Last Night", blev sat til musik af Earl Robinson i 1936. Senere er den blevet fortolket af flere andre artister og protestsangere. Den er bl.a. blevet geninspillet af Joan Baez, der også sang den foran mere end 300.000 koncertgæster ved Woodstockfestivalen i 1969. På albummet "Ild og Frihed" fra 1989 fortolker Annisette og Savage Rose sangen. Sangens to første vers lyder: | I Dreamed I Saw Joe Hill Last Night I dreamed I saw Joe Hill last night, Alive as you and me. Says I "But Joe, you're ten years dead" "I never died" said he, "I never died" said he. "In Salt Lake, Joe," says I to him, him standing by my bed, "They framed you on a murder charge," Says Joe, "But I ain't dead," Says Joe, "But I ain't dead." |

Andre kendte sange om Joe Hill er:
- "By and By" af Chumbawamba fra 2005
- "Joe Hill Listens To The Praying" af Joe Glazer fra 1990
- "Joe Hill's Ashes" af Marc Levy fra 1986.
- "Paper Heart" af Si Kahn fra 1976
- "Joe Hill" af Phil Ochs fra 1968
- "Joe Hillstrom" af Woody Guthrie fra 1947

## Kuriosa
- I bogen, "Joe Hill – diktare och agitator", af Ingvar Söderström spekuleres der i, at den kvinde, Joe Hill hævder at have besøgt på drabsnatten, var Maria Johansson, som han allerede kendte, mens de begge boede i Gävle. [21]
- Det svenske teater, Teater Sláva i Huddinge, har opført forestillingen "Mourning and Organizing" om Joe Hill. Stykket er skrevet af Daniel Rudholm og den amerikanske instruktør Dan Rothenberg. [22]
- I 1990 udkom albummet "Don't Mourn – Organize!: Songs Of Labor Songwriter Joe Hill", hvor forskellige artister fortolker sange af og om Joe Hill. [23]
- Den 29. september 1970 havde operaen ,"Joe Hill: The Man Who Never Died", med musik af Alan Bush og tekster af Barrie Stavis premiere ved Deutsche Staatsoper i Berlin. Siden operaen i 1970 blev opført i det engelske BBCs Radio 3, har den været genudsendt flere gange.[24] Operaen var baseret på Barry Stavis skuespil "The Man Who Never Died" fra 1954. [25]
- I sangen "I Found Out" fra 1970 låner John Lennon fra Joe Hill, når han synger, "Old Hare Krishna got nothing on you (...) Keep you occupied with pie in the sky"'. [1]
- I 1980 udgav det svenske postvæsen en serie Europa-frimærker. Et af disse frimærker var til minde om Joe Hill. [26]
- Bob Dylan fortæller i sine memoirer, at Joe Hill var en af hans inspirationskilder, da han selv begyndte at skrive sange. [27]
- Forfatteren Stephen King har en søn, der er døbt Joseph Hillstrom King, og selv skriver bøger under navnet Joe Hill. [28]
- Den amerikanske rockgruppe Alien Ant Farm har en guitarist ved navn Joe Hill. [29]
- Filmen Joe Hill af den svenske instruktør Bo Widerberg havde premiere i 1971 og vandt Special Grand Jury Prize på filmfestivalen i Cannes. [30]
- Et af de svenske Bergslagens X51-lokomotiver, X51 3248, bærer navnet Joe Hill. [31]
- I den svenske by Gävle finder man det lokale LO-kontor på Joe Hill Platsen. [32]

## Baggrundsviden
- Ralph Chaplin (1887-1961) var en kendt amerikansk arbejderaktivist og protestsanger, der var med til at organisere et antal større strejker for IWW. I 1917 blev han dømt for spionage og afsonede 4 år af en dom på 20 år. Efter løsladelsen fortsatte han sit engagement indtil 1947, hvor han blev ansat som kurator ved Washington State Historical Society.
- Alfed Hayes (1911-1985) var en engelsk manuskriptforfatter, forfatter og poet, der arbejdede i Italien og USA. Han er især kendt for sit samarbejde med Roberto Rossellini om filmen Paisan og med Vittorio De Sica om filmen Cykeltyven.
- William D. Haywood, også kaldet "Big Bill Haywood", (1869-1928) var en amerikansk fagforeningsleder og aktivist. Han var leder af Western Federation of Miners, medstifter og leder af IWW samt bestyrelsesmedlem i Socialist Party of America. I 1918 mistænkes han for landsforræderi og spionage og flygter til det daværende Sovjetunionen, hvor han bliver til sin død.
- Helen Keller (1880-1968) var en døv-blind amerikansk forfatter, politisk aktivist, medlem af IWW og lektor. I 1964 blev hun tildelt den amerikanske Frihedsmedaljen af præsident Lyndon B. Johnson.
- Earl Robinson (1910-1991) var en amerikansk socialist, komponist og sangskriver fra Seattle, Washington. Earl Robinson skrev flere populære sange og komponerede musik til flere Hollywood film.
- Virginia Snow Stephen (1864-?) var datter af Lorenzo Snow, lederen af mormonkirken i Salt Lake City. Hun blev efterfølgende opsagt fra University of Utah og flyttede til Californien, hvor hun fortsatte med at være politisk aktiv.
- Joseph Webster, egentligt Joseph Philbrick, (1819-1875) var en amerikansk musikhandler, sanger og komponist af bl.a. søndagsskolesange.

## Bøger og artikler om Joe Hill
- "Myrdet for at samle arbejderne", artikel af Ken Bruun i "Arbejderen" nr. 211, den 19. november 2005, side 12
- "Joe Hill: The IWW & The Making Of A Revolutionary Working Class Counterculture" af Franklin Rosemont, 2003
- "Guerilla Minstrels: John Lennon, Woody Guthrie, Joe Hill and Bob Dylan" af Wayne Hampton, 1986
- "Arbetarsångaren Joe Hill, mördare eller martyr?" af Ture Nerman, 1951 (genudgivet i 1979)
- "Joe Hill — en svensker i USA" af Søren Koustrup, 1976
- "American Characters: Joe Hill" af Richard F. Snow artikel i American Heritage oktober 1976
- "Joe Hill – diktare och agitator" af Ingvar Söderström, udkom første gang i begyndelsen af 1970'erne, og blev genudgivet i 2002 med titlen "En sång kan inte arkebuseras"
- "Menedarna" af Kerstin Ekman, 1970
- "Joe Hills sånger: The complete Joe Hill song book" redigeret af Enn Kokk med oversættelser til svensk af Jacob Branting och Rune Lindström, 1969
- "Labor Martyr Joe Hill" af Gibbs M. Smith, 1969
- "The songs of Joe Hill" redigeret af Barrie Stavis og Frank Harmon, 1967
- "The Case of Joe Hill " af Phillip S. Foner, 1965
- "The Letters of Joe Hill" af Phillip S. Foner, 1965
- "Mannen som aldrig dog: en bok om Joe Hill" af Barrie Stavis, 1955
- "The Preacher And the Slave aka Joe Hill: A Biographical Novel" af Wallace Stegner, 1950
- The American Folklife Center at the Library of Congress: Yderligere henvisning til litteratur om Joe Hill (engelsk)